# Ionia (Iowa)
Ionia es una ciudad ubicada en el condado de Chickasaw en el estado estadounidense de Iowa. En el Censo de 2010 tenía una población de 291 habitantes y una densidad poblacional de 203,91 personas por km².

## Geografía
Ionia se encuentra ubicada en las coordenadas 43°2′10″N 92°27′30″O / 43.03611, -92.45833. Según la Oficina del Censo de los Estados Unidos, Ionia tiene una superficie total de 1.43 km², de la cual 1.43 km² corresponden a tierra firme y (0%) 0 km² es agua.

## Demografía
Según el censo de 2010, había 291 personas residiendo en Ionia. La densidad de población era de 203,91 hab./km². De los 291 habitantes, Ionia estaba compuesto por el 99.66% blancos, el 0% eran afroamericanos, el 0% eran amerindios, el 0% eran asiáticos, el 0% eran isleños del Pacífico, el 0.34% eran de otras razas y el 0% pertenecían a dos o más razas. Del total de la población el 0.69% eran hispanos o latinos de cualquier raza.